# Балахонцев, Сергей Петрович
Сергей Петрович Балахонцев (1857 — не ранее 27 марта [9 апреля] 1908) — земский деятель, депутат Государственной думы I созыва от Уфимской губернии.

## Биография
Происходил из дворянской семьи: родители — Пётр Александрович и Софья Александровна Балахонцевы.
Окончил Уфимскую гимназию. Затем поступил и окончил естественное отделение физико-математического факультета Санкт-Петербургского университета. С 1881 года был секретарём Уфимской губернской земской управы. Принималл участие в оценке земель Уфимской губернии. Позднее два с половиной года служил секретарём губернской Казёной палаты. С 1893 года почётный мировой судья. В 1897 году С. П. Балахонцев был избран в состав Губернской земской управы (председатель — А. В. Новиков), с этого момента развитие земства в Уфимской губернии получило новый импульс. Член губернской земской управы на протяжении двух трёхлетий.
По ходатайству уфимского вице-губернатора Н. Е. Богдановича был предан суду по обвинению в служебном подлоге. Но ввиду отсутствия достаточных оснований к обвинению в указанном преступлении следствие по этому делу в 1904 году Советом министра внутренних дел было прекращено. В 1904 году он вышел в отставку и занялся сельским хозяйством. С 1905 года попечитель Бирской женской гимназии. В Бирском уезде Уфимской губернии у него было 519 десятин земли.
Член Конституционно-демократической партии.
26 марта 1906 избран в Государственную думу I созыва от общего состава выборщиков Уфимского губернского избирательного собрания. Входил в Конституционно-демократическую фракцию. Подписал законопроекты: «42-х» по аграрному вопросу и «О собраниях». 10 июля 1906 года в г. Выборге подписал «Выборгское воззвание».
2 ноября 1906 года чрезвычайное собрание дворянства Уфимской губернии, где обсуждался вопрос о подписании Выборгского воззвания, постановило временно устранить С. П. Балахонцева «от участия в делах и в выборах дворянских собраний как губернских, так и уездных», окончательное решение было отложено до получения объяснений Балахонцева, на которые ему давалось два месяца. На процессе по делу о Выборгском воззвании осужден по ст. 129, ч. 1, п. п. 51 и 3 Уголовного Уложения, приговорен к 3 месяцам тюрьмы и лишен избирательных прав. С 27 марта 1908 года срок отбывал в Уфимской тюрьме.
Дальнейшая судьба неизвестна.